# ジョーゼフ・グリーンバーグ
ジョーゼフ・ハロルド・グリーンバーグ（Joseph Harold Greenberg、1915年5月28日 - 2001年5月7日）は、アメリカ合衆国の言語学者。分類と類型論とで有名。アメリカのニューヨークのブルックリンで生まれ、スタンフォード大学、コロンビア大学で教鞭を執った。

## 学説

### 類型論
言語の普遍的な性質として動詞（V）と目的語（O）の順序と前置詞を用いるか後置詞を用いるかの対応など「あるものAが言語にある場合必ずBもある」という関係（implicational universal, 「示唆的普遍性」）を多数提起した。

### アフリカ諸語
1963年に刊行した著書『The Languages of Africa』で、アフリカの言語の分類（I.コンゴ・コルドファン語族、II.ナイル・サハラ語族、III.アフロ・アジア語族、IV.コイサン語族）を立てたのが有名である。この分類は、当初は疑問視されたが現在では専門家の間で認められている。また従来のセム・ハム語族をアフロ・アジア語族に言い換える運動を行った。

### インド・太平洋語族
1971年パプア・ニューギニアのパプア語（オーストロネシア語族ではない言語がある）とタスマニア、アンダマン諸島の言語を合わせて（※オーストラリアは含んでいない）インド・太平洋大語族（Indo-Pacific languages）を立てたが、学界では認められていない。

### アメリカ諸語
ネイティブアメリカ諸語を分類した。1987年の「Language in the Americas」ではエスキモー・アレウト語族、ナ・デネ語族、アメリンド語族の三つを立てた。現在ではエスキモー・アレウト語族とナ・デネ語族は受け容れられているが前二者以外に属さない言語をすべてまとめたアメリンド語族は否定されている。

### 欧亜語族
晩年は各語族を統一した「欧亜語族」（Eurasiatic）を立て膵臓癌の診断を受けるまで研究を続けた。

## 著作
- 1963. "Some universals of grammar with particular reference to the order of meaningful elements," in Universals of Language, pp. 73–113. Cambridge: MIT Press.
- 1966. The Languages of Africa. Bloomington: Indiana University Press.
- 1987. Language in the Americas. Stanford: Stanford University Press.
- 2000. Indo-European and Its Closest Relatives: The Eurasiatic Language Family. Volume I: Grammar. Stanford: Stanford University Press.
- 2002. Indo-European and Its Closest Relatives: The Eurasiatic Language Family. Volume II: Lexicon. Stanford: Stanford University Press.
- 2005. Genetic Linguistics: Essays on Theory and Method, edited by William Croft. Oxford: Oxford University Press.